# Anna Elżbieta Radziwiłłówna
Anna Elżbieta Radziwiłłówna (ur. 1518, zm. 1558) – córka hetmana wielkiego litewskiego Jerzego Radziwiłła i Barbary Kolanki z Dalejowa, siostra królowej Polski Barbary Radziwiłłówny oraz Mikołaja Radziwiłła Rudego.

## Życiorys

### Zaręczyny z Ostrogskim i Gasztołdem
W 1523 w wyniku umowy pomiędzy Jerzym Radziwiłłem i wojewody trockiego Konstantym Ostrogskim Anna została zaręczona z synem Konstantego Ilią Ostrogskim. 1 marca 1524 otrzymali dyspensę papieską, gdyż Ilia był wyznania prawosławnego. Układ małżeński miał na celu zwalczenie wojewody wileńskiego Olbrachta Gasztołda. Wkrótce jednak Jerzy przeszedł na stronę Olbrachta i zaręczył Annę z jego synem, Stanisławem Gasztołdem, wpłacając królowi Zygmunta I Starego kaucję 10 tysięcy kóp groszy litewskich na rzecz przyszłego małżeństwa. W ten sposób Anna posiadała dwóch narzeczonych jednocześnie. Jednak gdy Ilia dorósł, nie zgodził się na poślubienie Anny, gdyż zakochał się w Beacie Kościeleckiej. Nieoczekiwanie w 1537 Jerzy postanowił wydać za Stanisława Gasztołda swą młodszą córkę Barbarę. Prawdopodobnie przyczyną niechęci mężczyzn do Anny były plotki o jej złym prowadzeniu się i posiadaniu nieślubnych dzieci.

### Małżeństwo z Piotrem Kiszką
Do kolejnych zaręczyn Radziwiłłówny doszło już po ślubie jej siostry Barbary z królem polskim Zygmuntem II Augustem. W 1548 brat Anny, Mikołaj Rudy zaplanował jej małżeństwo z marszałkiem ziemi wołyńskiej Piotrem Kiszką. Ślub był kilkakrotnie odkładany z różnych przyczyn, jednak ostatecznie doszło do niego w lutym 1549. Wzrost prestiżu Barbary Radziwiłłówny przyczynił się do osłabienia jej relacji z Anną. Na ślub siostry wysłała ona swego dworzanina Gabriela Tarłę, sama zaś nie była na nim obecna. Małżeństwo Anny z Kiszką było bezpotomne, gdyż Piotr zmarł już w rok później.

### Dalsze losy
Po owdowieniu Anna wyszła po raz drugi za mąż za kniazia i stolnika litewskiego Semena Holszańskiego. Brak większych informacji na temat drugiego małżeństwa Anny. Podobnie jak pierwsze pozostało ono bezpotomne. Drugi mąż Anny zmarł już w 1556 jako ostatni męski przedstawiciel rodu Holszańskich. Anna Elżbieta Radziwiłłówna zmarła dwa lata później.